# Нокіа
Но́кіа (фін. Nokia) — муніципалітет та місто в провінції Пірканмаа, що входить до губернії Західна Фінляндія у Фінляндії, неподалік від Тампере. Населення становить 35.7 тис. осіб.

## Історія

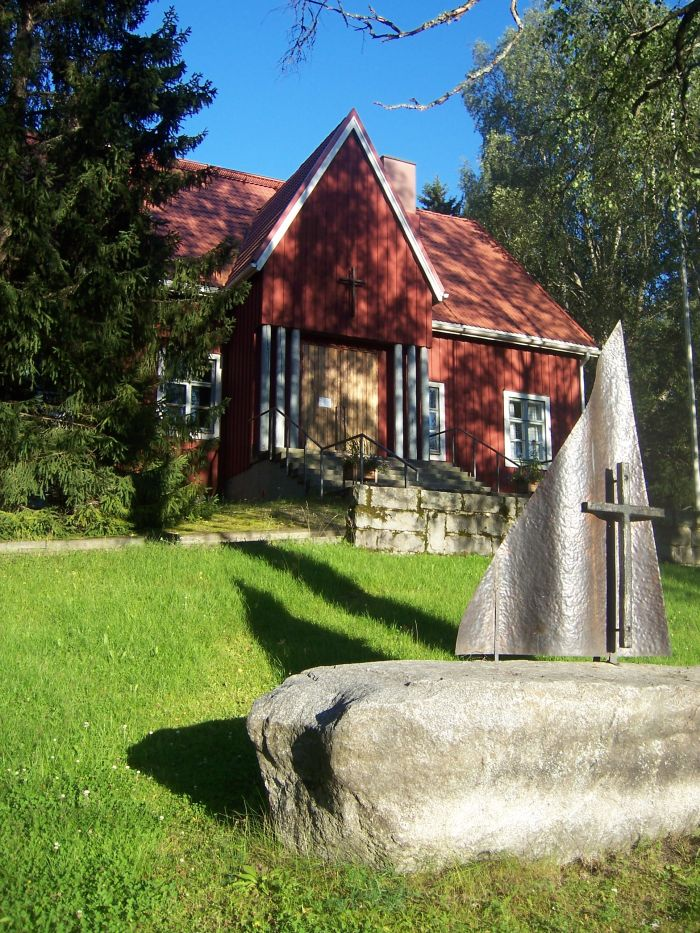

Відомий тим, що в 1868 році тут купив землю під свою другу паперову фабрику Фредерік Ідестам, компанія якого була в 1871 році перейменована в Nokia Ab. Фірма згодом вийшла на світовий ринок мобільних телефонів.
Назва місцевості, як вважається, походить від старовинного фінського слова nois (множ. nokia), що означає чорний соболь, який водився в цих місцях. Коли соболь зник, це слово стало означати будь-якого звіра з чорним хутром, наприклад куницю.
З 2008 року, компанія Nokia не має жодної виробничої території у місті Нокіа. Однак тут продовжує діяти гумовий завод Nokian Tyres, компанії, яка до 1988 року була одним з підрозділів корпорації Nokia.

## Міста-побратими
- Бльондюоус, Ісландія
- Мосс, Норвегія
- Карлстад, Швеція
- Горсенс, Данія
- Орел, Росія
- Сілламяе, Естонія
- Шарошпатак, Угорщина